# Ludmilla Makowski
Pour les articles homonymes, voir Makowski.
Ludmilla Makowski est une actrice française, née en 1999 en France.
Elle suit des cours de théâtre dès l'âge de huit ans. Elle est notamment connue grâce à son rôle de Claire en 2021, dans la série télévisée Lupin.

## Biographie

### Jeunesse et formation
Ludmilla Makowski naît en 1999. Sa marraine était l'une des quatre Fléchettes, choristes ayant accompagné le chanteur Claude François de 1968 à 1977.
Dès l’âge de 8 ans, elle montre un intérêt pour le milieu artistique et commence à suivre des cours de théâtre, puis de danse, après l’école. Elle se passionne pour les films musicaux et décide, en 2016, de suivre la formation comédie musicale du Cours Florent. En 2019, elle intègre la classe libre théâtre du Cours Florent au sein de la promotion XL, aux côtés notamment de Suzanne Jouannet et Capucine Valmary.

### Carrière
En 2021, elle se fait connaître auprès du grand public en incarnant la version jeune du personnage de Claire dans la série Lupin, quand c'est Ludivine Sagnier qui campe le personnage adulte.
En 2023, elle est candidate à la saison 12 de The Voice. Lors des auditions à l'aveugle, elle interprète la chanson Taxi d'Angèle et intègre l'équipe d'Amel Bent. Elle est éliminée au tours suivant lors des épreuves des battles. Elle continue d'apparaître à la télévision et campe le rôle central dans la mini-série Les siffleurs, de Nathalie Marchak. Elle incarne ainsi Lila Rivière, une étudiante et influenceuse qui décide de prendre en photo ses agresseurs de rue, les "siffleurs" pour les dénoncer publiquement,.
Au cours de cette même année, elle passe derrière la caméra et réalise son premier court-métrage, intitulé Où les marguerites poussent, tourné dans la commune de Thouars, d'où est originaire son beau-père,. Ce court-métrage est notamment diffusé lors de la Quinzaine des Réalisateurs à Cannes et à la Mostra de Venise.

## Influences
Au cours d'une interview, Ludmilla Makowski déclare aimer énormément les films du réalisateur Jacques Demy. Elle désigne le film Les Demoiselles de Rochefort comme étant l'une de ses principales références. Elle dit également apprécier Louane et MB14, chez qui elle admire le côté polyvalent, dans la mesure où les deux artistes chantent et jouent la comédie, et ont même été nommés chacun aux César.

## Filmographie
Sauf indication contraire ou complémentaire, les informations mentionnées dans cette section proviennent de la base de données IBDb.

### Cinéma

#### Courts métrages
- 2018 : Je suis la honte, de Lorraine Blain : Marie
- 2022 : Somnia Flores, de Léa Boucry : Sybil
- 2022 : Mouton Noir, de Déborah François
- 2023 : Où les marguerites poussent, d'elle-même

### Télévision

#### Téléfilms
- 2021 : Les Particules Élémentaires, d'Antoine Garceau : Annabelle Wilkening
- 2024 : La Superbe, d'Akim Isker : Adèle

#### Séries télévisées
- 2021 - 2023 : Lupin, de Louis Leterrier : Claire, jeune (7 épisodes)
- 2023 : Les Siffleurs, de Nathalie Marchak : Lila Rivière (rôle principal - 2 épisodes)
- 2023 : Bardot, de Christopher Thompson : Stéphane Audran (2 épisodes)
- 2024 : Anthracite, de Julius Berg : Emma Marçais (2 épisodes)
- 2025 : Thé au pair, de Oonagh Kearney